# Porno for Pyros
Porno for Pyros (с англ. — «Порнография для пироманов») — американская рок-группа, исполнявшая альтернативный рок. Это был новый проект Перри Фаррелла и Стивена Перкинса, после распада их прежней группы Jane's Addiction.

## История группы
После распада коммерчески успешного проекта Jane's Addiction, фронтмен группы Перри Фаррелл и барабанщик Стивен Перкинс организовали группу Porno for Pyros вместе с гитаристом Петером Ди Стефано и басистом Мартином Леноблем. Фаррел назвал группу в честь просмотренного им объявления о фейерверках в порнографическом журнале. Название также связано с лирикой одной из песен о массовых беспорядках в Лос-Анджелесе в 1992 году, когда группа только зарождалась. До выпуска первого одноимённого альбома группа отправилась в тур по стране, для раскрутки своего имени. К тому моменту когда альбом вышел, вокруг группы уже был ажиотаж, в итоге альбом попал на третью строчку в американском чарте Billboard 200. Реакция на альбом была смешанная, кто-то восторженно воспринял альбом, а кто-то испытал разочарование. Клип на первый сингл с альбома Pets получил тяжёлую ротацию на MTV. После выхода дебютного альбома, Porno for Pyros отправились в большое турне, и выступили на фестивале Woodstock '94. В отличие от простого рок-шоу, с которым выступала группа Jane's Addiction, Porno for Pyros делали ставку на различные спецэффекты (включая, неограниченное количество пиротехники).
Бас-гитарист группы, Мартин Ленобль, покинул команду после завершения большинства бас партий на новом альбоме Good God's Urge. Бывший басист группы «Minutemen» Майк Уотт, был приглашён в группу для завершения записи диска, а также для выступлений в ходе гастрольного тура в поддержку альбома. Альбом воссоединил бывших участников Jane's Addiction Перри Фаррелла и Дэйва Наварро, который был приглашённым гостем на песне «Freeway», наряду с басистом Red Hot Chili Peppers Фли. Группа вновь отправилась в масштабное турне. На нескольких концертах группа исполняла популярную песню Jane's Addiction «Mountain Song». Это было предзнаменованием скорого воссоединения Jane's Addiction. Вскоре турне было остановлено вследствие того, что у Ди Стефано был обнаружен рак.
Впоследствии, Перкинс и Уотт основали импровизирующую джаз-панк-группу «Banyan», и вместе с Ди Стефано исполняют песни Stooges в группе «Hellride».
В книге Брендана Маллена The Jane’s Addiction/Porno for Pyros book Whores указано, что третий студийный альбом Porno for Pyros был сочинён, но никогда не записывался.
В апреле 2009 года оригинальный состав группы выступил на вечеринке, посвящённой 50-летию Перри Фаррелла.

## Дискография

### Альбомы
| Год  | Альбом          | U.S. Billboard 200 | UK Albums Chart |
| ---- | --------------- | ------------------ | --------------- |
| 1993 | Porno for Pyros | 3                  | 13              |
| 1996 | Good God's Urge | 20                 | 40              |

### Синглы
| 1993                 | "Pets"          | 67 | 67 | 1  | 25 | Porno for Pyros |
| 1993                 | "Cursed Female" | —  | 3  | —  | —  | Porno for Pyros |
| 1994                 | "Sadness"       | —  | 40 | 40 | —  | Porno for Pyros |
| 1996                 | "Tahitian Moon" | —  | 46 | 8  | —  | Good God's Urge |
| 1997                 | "Hard Charger"  | —  | —  | 23 | —  | Private Parts   |
| "—" не попал в чарт. |                 |    |    |    |    |                 |